# Hunald II
Hunald II (zm. 769) – książę Akwitanii, najprawdopodobniej syn księcia Waifera i Adeli, córki księcia Gaskonii Lupusa.
Księciem Akwitanii został po zamordowaniu Waifera. Kontynuował walkę przeciwko królowi Franków Pepinowi Krótkiemu i jego synom - Karlomanowi i Karolowi. Pokonany przez wojska braci ratował się ucieczką na dwór Lupusa Gaskońskiego. Lupus początkowo wspomagał Hunalda, później jednak pojmał księcia i jego żonę i wydał ich Karolowi. Hunald zmarł jeszego tego samego 769 r.